# Acireale
Acireale je pristaniško in letoviško mesto v Italiji. Leži na Siciliji. Leta 2009 je štelo 53 000 prebivalcev. Mesto je zdravilišče z radioaktivnimi žveplovimi in solnimi vrelci, ki leži na jugovzhodnem vznožju Etne, severovzhodno od Catanie in je znano od rimske dobe. Leta 1693 je mesto močno prizadel potres. V mestu se prideluje južno sadje ter vino. Prevladuje tekstilna industrija. Mesto je tudi sedež nadškofije. Glavne znamenitosti mesta so observatorij, katedrala iz 16.-17. stoletja in mestna hiša s knjižnico, muzejem in galerijo zgrajena leta 1659.